# Новотарасівський провулок
Новотара́сівський провулок — зниклий провулок, що існував у Залізничному (нині — територія Голосіївського району) міста Києва, місцевість Паньківщина. Пролягав від Новотарасівської вулиці (нині — вулиця Василя Яна) до р. Либідь. 

## Історія
Провулок виник наприкінці 1900-х років (вперше згаданий у довіднику «Весь Київ» 1909 року) під такою ж назвою.
Офіційно ліквідований у 1977 році у зв'язку із промисловим будівництвом. Нині — проїзд на території промзони, що проходить від вулиці Василя Яна в бік р. Либідь.